# Svastrides orellanae
Svastrides orellanae är en biart som först beskrevs av Ruiz 1935.  Svastrides orellanae ingår i släktet Svastrides och familjen långtungebin. Inga underarter finns listade i Catalogue of Life.